# Ermita de Santa María de Sorejana
La ermita de Santa María o Nuestra Señora de Sorejana es la antigua parroquia del pueblo desaparecido de Sorejana, en el municipio riojano de Cuzcurrita de Río Tirón (España). Fue probablemente levantada a mediados o finales del siglo XIII, siguiendo el estilo tardorrománico, aunque luego se llevarían a cabo ampliaciones de la arquitectura gótica durante el siglo XIV. Actualmente, los habitantes realizan dos romerías anuales, y fue declarada monumento histórico-artístico nacional en 1981.

## Historia

### Necrópolis de Sorejana
La ermita fue probablemente la parroquia de un pueblo desaparecido en las inmediaciones de Cuzcurrita de Río Tirón, Sorejana. Una de las primeras menciones que se tienen de esta población es en la concordia realizada por el obispo de Calahorra en 1257, don Jerónimo Aznar. En ella, se citan a las parroquias de Cuzcurrita y Sorejana como parte del arciprestazgo de Rioja. 
Sorejana, por lo tanto, pudo haber sido una población surgida de la repoblación medieval que se llevó a cabo en el siglo XI, llegando a existir hasta el siglo XIV. De hecho, a lo largo del siglo XIII se redactaron diversos documentos en los que se mencionan a personajes nacidos en la localidad, como Lope Pérez de Sorejana, fiador en 1247, o Pedro Pérez de Sorejana, en 1229. Sin embargo, se cree que las pestes de la época incentivaron la despoblación de ciertos lugares, como lo fueron Sorejana y Tironcillo, otra localidad desaparecida en el término de Cuzcurrita. El abandono de estos pueblos da explicación en cierta medida a por qué la ermita (por entonces, parroquia) parece no encontrarse del todo finalizada.

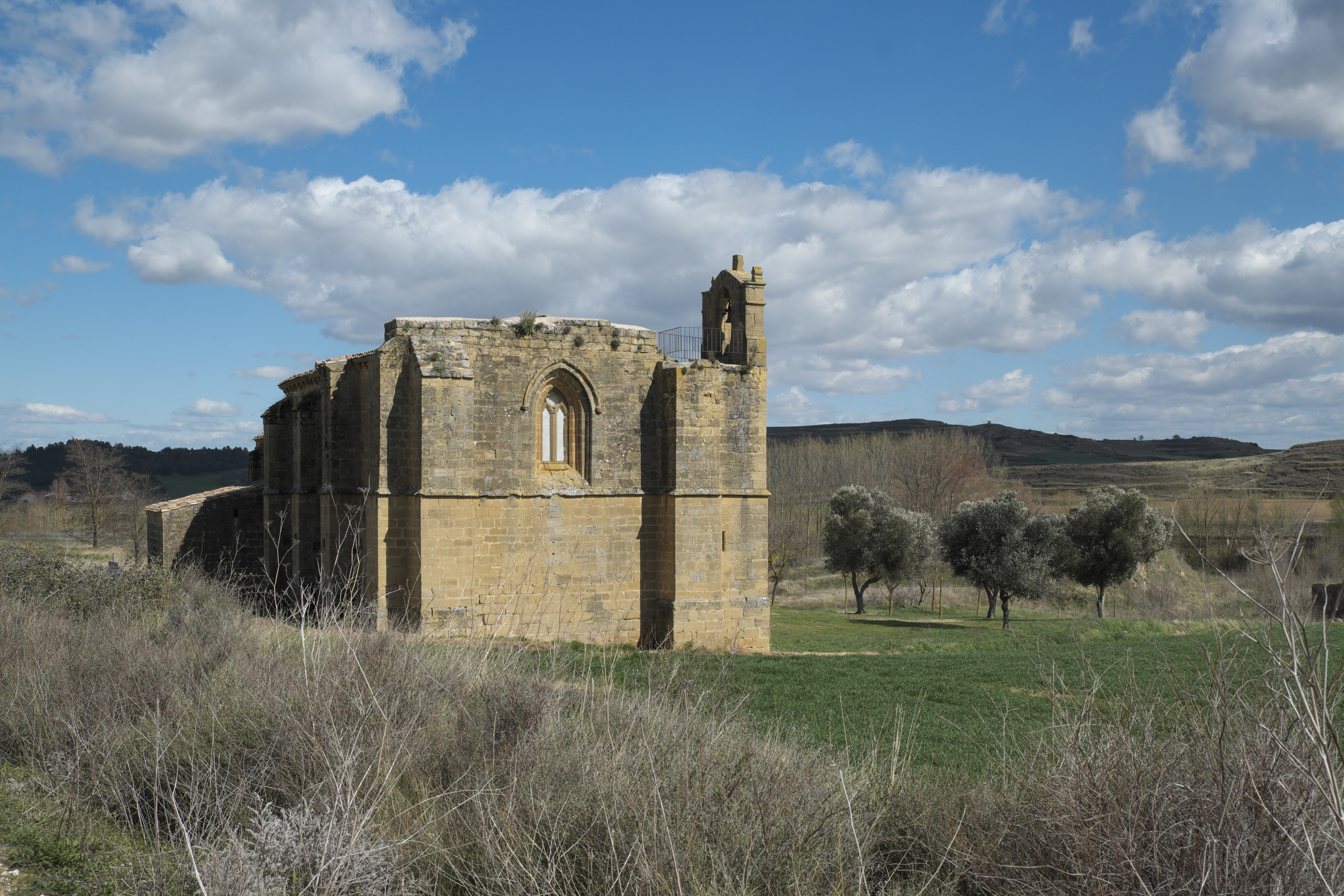
Vista del muro occidental, desde el camino

En el año 1986, se iniciaron unas primeras excavaciones en las inmediaciones de la ermita con el fin de encontrar restos de esta antiguo pueblo, lideradas por el profesor Sebastián Andrés Valero, del Colegio Universitario de Arqueología de La Rioja. Cuatro años después, en 1990, comenzó un nuevo proyecto de excavación, liderado por el mismo profesor, en el que se descubrió una necrópolis de sesenta tumbas e inhumaciones, todas ellas orientadas hacia el este. Además, salió a la luz parte de un antiguo muro paralelo a la pared norte de la antigua parroquia, probablemente el anterior asentamiento de una primitiva iglesia del siglo XI. Todas estas obras evidenciaron, finalmente, la existencia del pueblo de Sorejana.

### Actualidad
Por orden de la Consejería de Cultura del Gobierno de La Rioja, se mandó acondicionar el interior de la ermita en 2002. Fue un proyecto dirigido por Luis Ignacio González Palomo, en el que, además, se trasladaron sus objetos muebles a la iglesia de San Miguel en Cuzcurrita. Dichos objetos son el retablo mayor, del siglo XVIII, la virgen titular y una pila bautismal, de finales y principios del siglo XIII, respectivamente.

## Características
La ermita presenta elementos arquitectónicos del tardorrománico y del gótico, por las probables ampliaciones sucesivas a la construcción de la cabecera. Por ello, se calcula que el templo comenzó a construirse a mediados del siglo XIII. Además, el templo pudo haber sido obra de canteros independientes, que trabajaron esporádicamente y sin seguir una escuela arquitectónica, dando lugar a esta mezcla de estilos. Da al impresión de que no está del todo finalizada, debiéndose esto a la desaparición del pueblo de Sorejana hacia el siglo XIV. El edificio se encuentra íntegramente construido en sillares de piedra.

### Interior

#### Cabecera

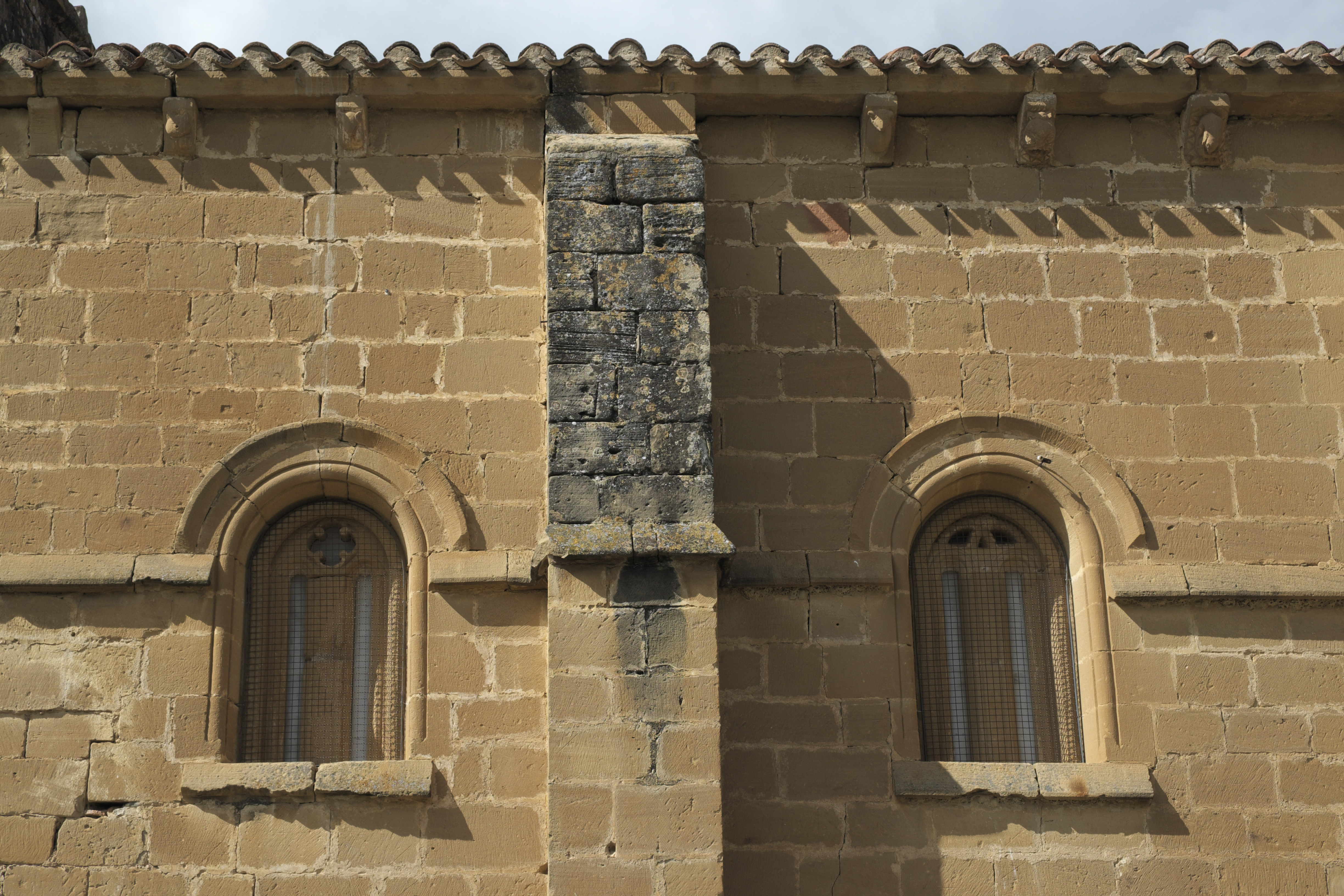
Detalle de las dos ventanas del muro sur de la cabecera

De planta rectangular, responde al estilo románico riojano tardío, construida seguramente hacia mediados del siglo XIII. Presenta una bóveda de cañón apuntada, sustentada sobre arcos fajones y doblados, la cual se encuentra rematada por un muro de testero recto.El espacio de la cabecera queda a un menor nivel de altura que el resto del edificio. Además, son observables hasta doce marcas de cantera en los muros de esta.En cuanto a su iluminación, el ábside presenta tres ventanas: una en el centro, de medio punto, con dos parteluces y tracería superior; las otras dos, en el arcosolio del muro sur, más cercanas a los modelos góticos y con un parteluz. Respecto a su decoración, en los capitales del arco triunfal se aprecian varias escenas, entre las que se encuentra un combate entre un hombre y un león, y una mujer siendo acechada por serpientes.

#### Nave

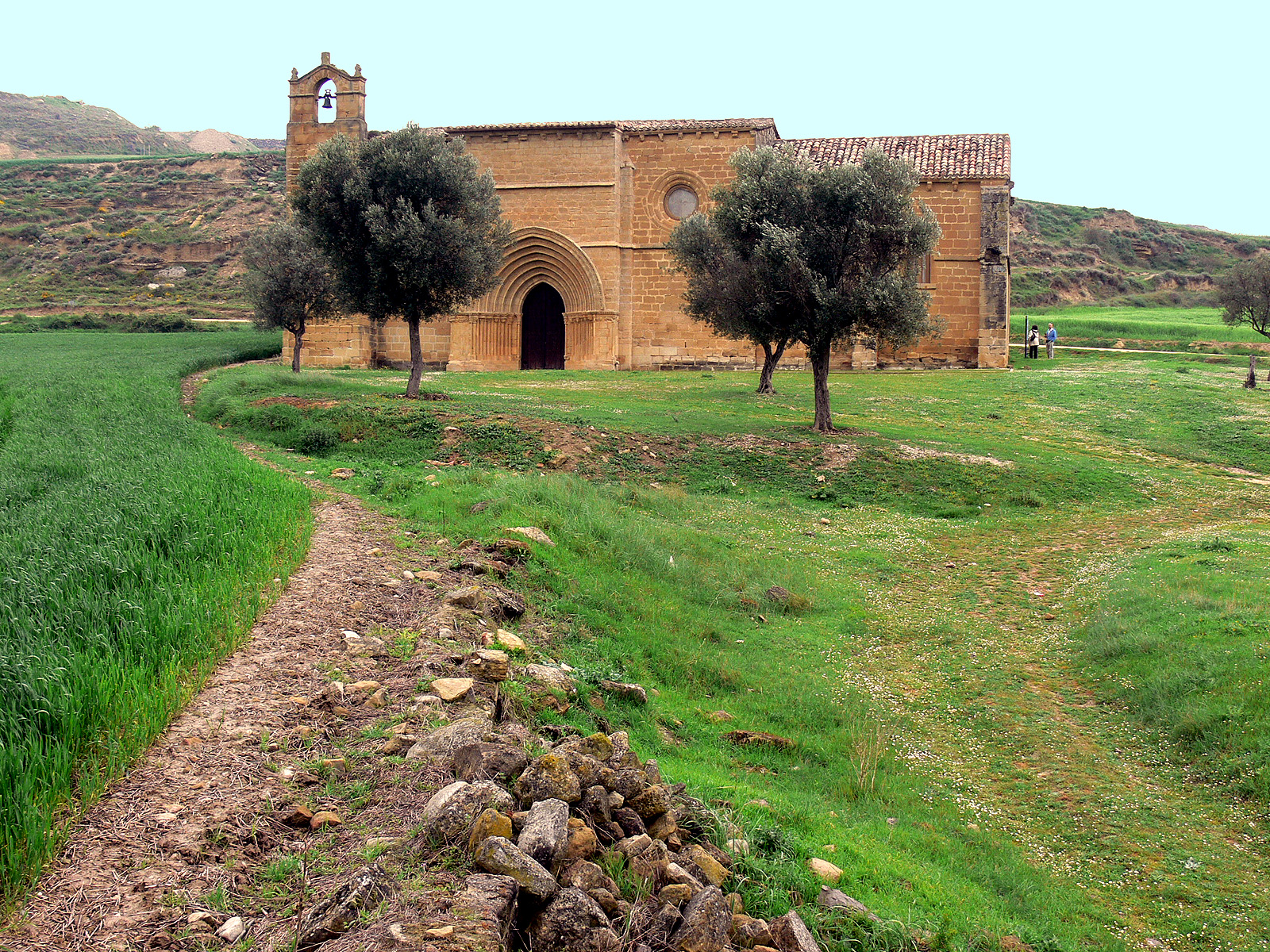
Vista general

La única nave es también de planta rectangular, dividida en tres tramos (contando con la cabecera). Dichos tramos se encuentran separados entre sí por dobles arcos fajones, sustentados por pilastras y mensuras angulares. Presentan asimismo bóveda de crucería de ocho nervios, en los tramos anexionados a la cabecera. Esta parte de la ermita es de estilo gótico, de estilo cisterciense, cerca del año 1300. De este modo, se encuentra a mayor atura que el ábside y es ligeramente más ancha. La ornamentación se reduce a los capiteles de las pilastras, en cuales se aprecian hojas palmeadas, una pareja abrazándose y cabezas humanas.

#### Sacristía y coro
La sacristía fue añadida al cuerpo de la cabecera en su muro norte hacia el siglo XVI. Es de bóveda rasa. En el siglo XVII, por otro lado, se construyó un coro a los pies de la ermita. El púlpito elevado, en la parte central de la nave, es también de este siglo.

### Exterior

#### Portada

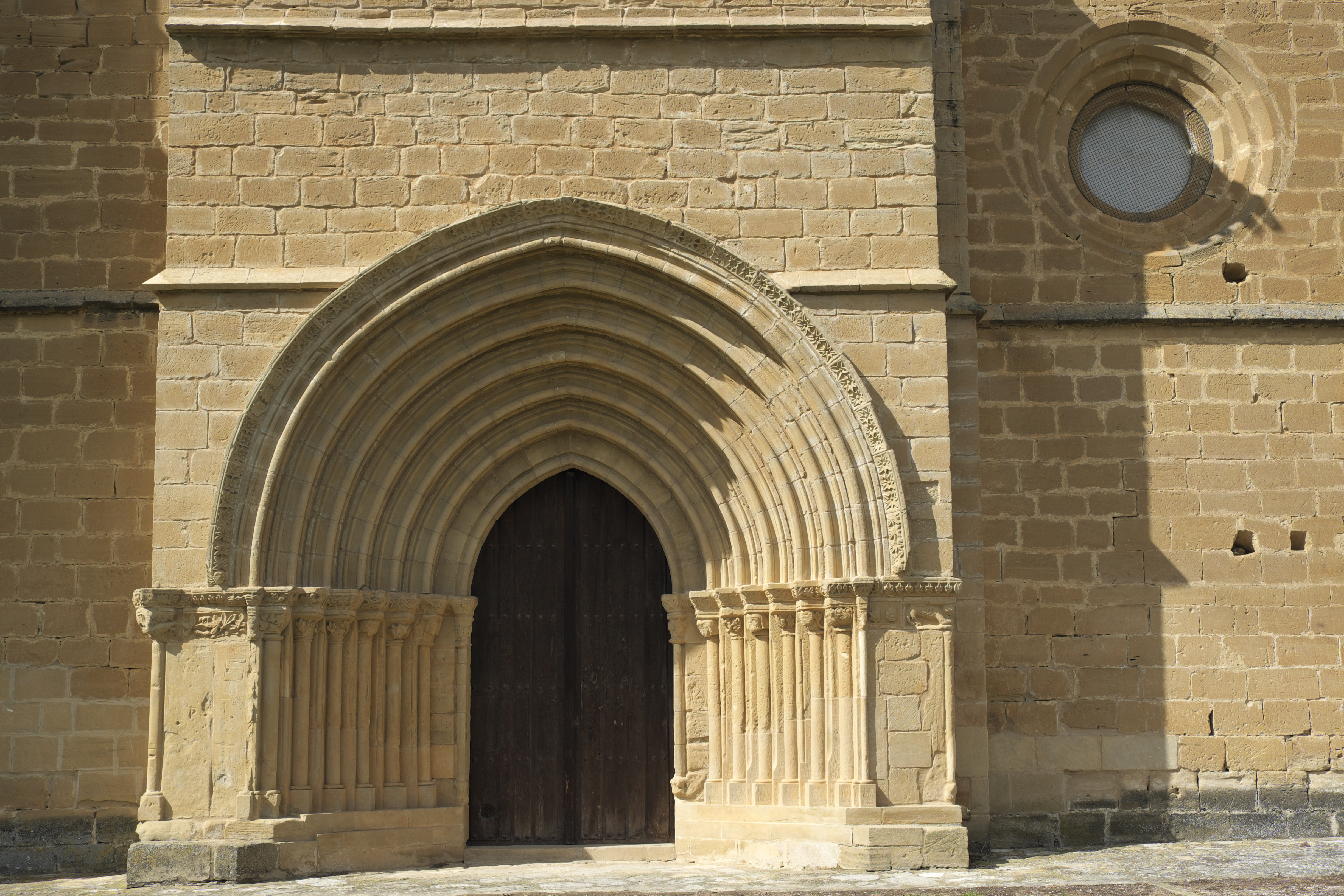
La portada y el rosetón

Único acceso a la ermita, situada en el segundo tramo de la nave y abierta en el muro sur. Plenamente gótica, consta de siete arquivoltas apuntadas, bajo un guardapolvos. Todas ellas se encuentran sustentadas por columnas acodilladas, exceptuando la arquivolta más interior, que se apoya directamente sobre las jambas. En los capiteles de las columnas, se pueden observar motivos decorativos vegetales, o cabezas humanas como las del interior de la ermita. Además, en la parte derecha de la portada se abre un sobrio rosetón.

#### Canecillos

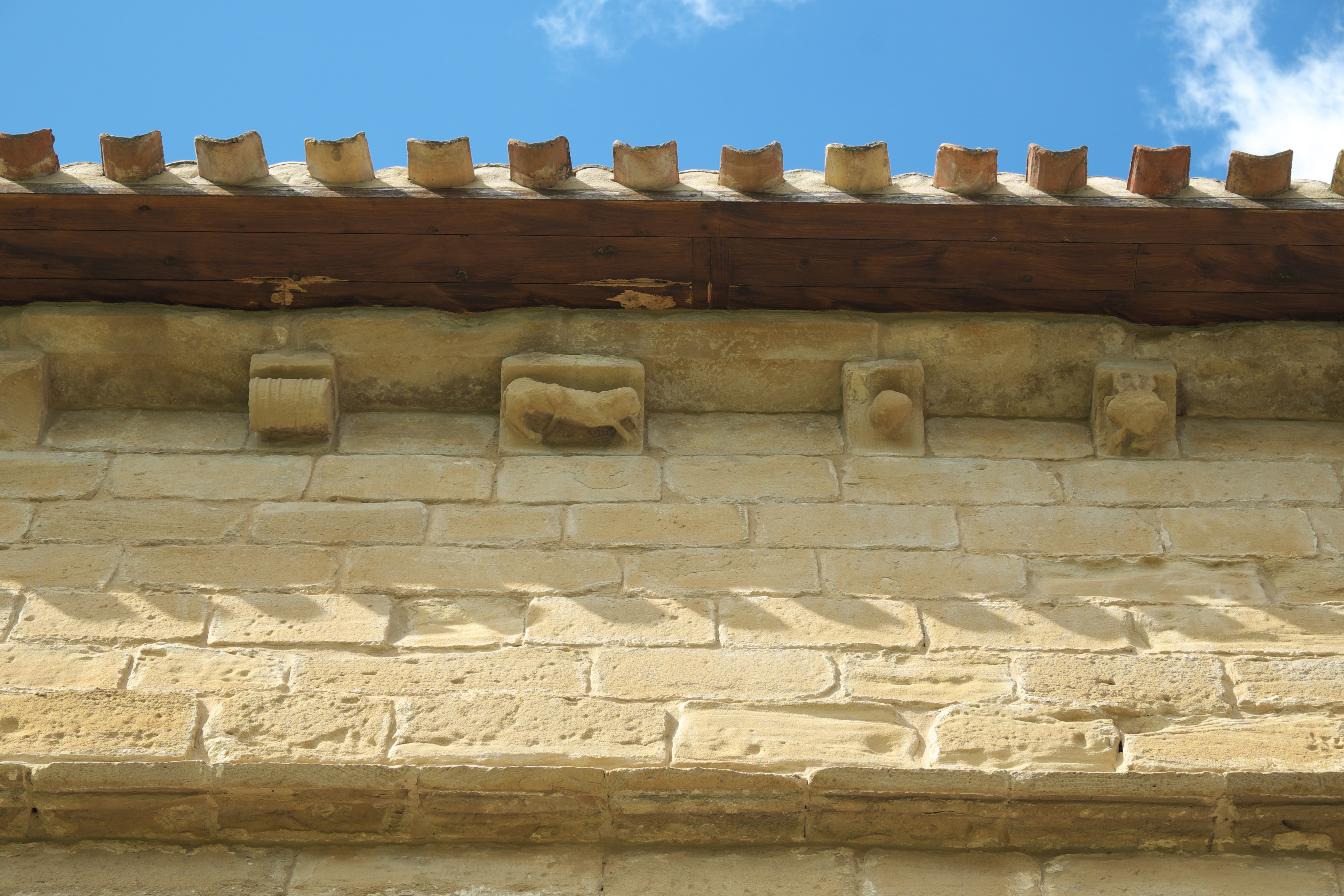
Detalle de algunos canecillos

Observando el muro sur de la ermita, se pueden observar varios canecillos decorados en los aleros de los tramos primero y segundo, si se cuenta desde la cabecera. En el tramo más cercano al ábside, los ocho canecillos se encuentran decorados. En ellos, los motivos ornamentales son, entre otros, una pareja abrazándose, rostros humanos y de animales, y dos cabezas unidas, representación del mes de enero. 
En cuanto al segundo tramo, este se encuentra más adelantado por ser el correspondiente a la apertura de la portada. En su alero se pueden observar un total de diez canecillos. Algunos de los motivos en ellos son una cerda amamantando a sus crías, un tonel, un animal cruadrúpedo, y varios rostros humanos.

#### Torre

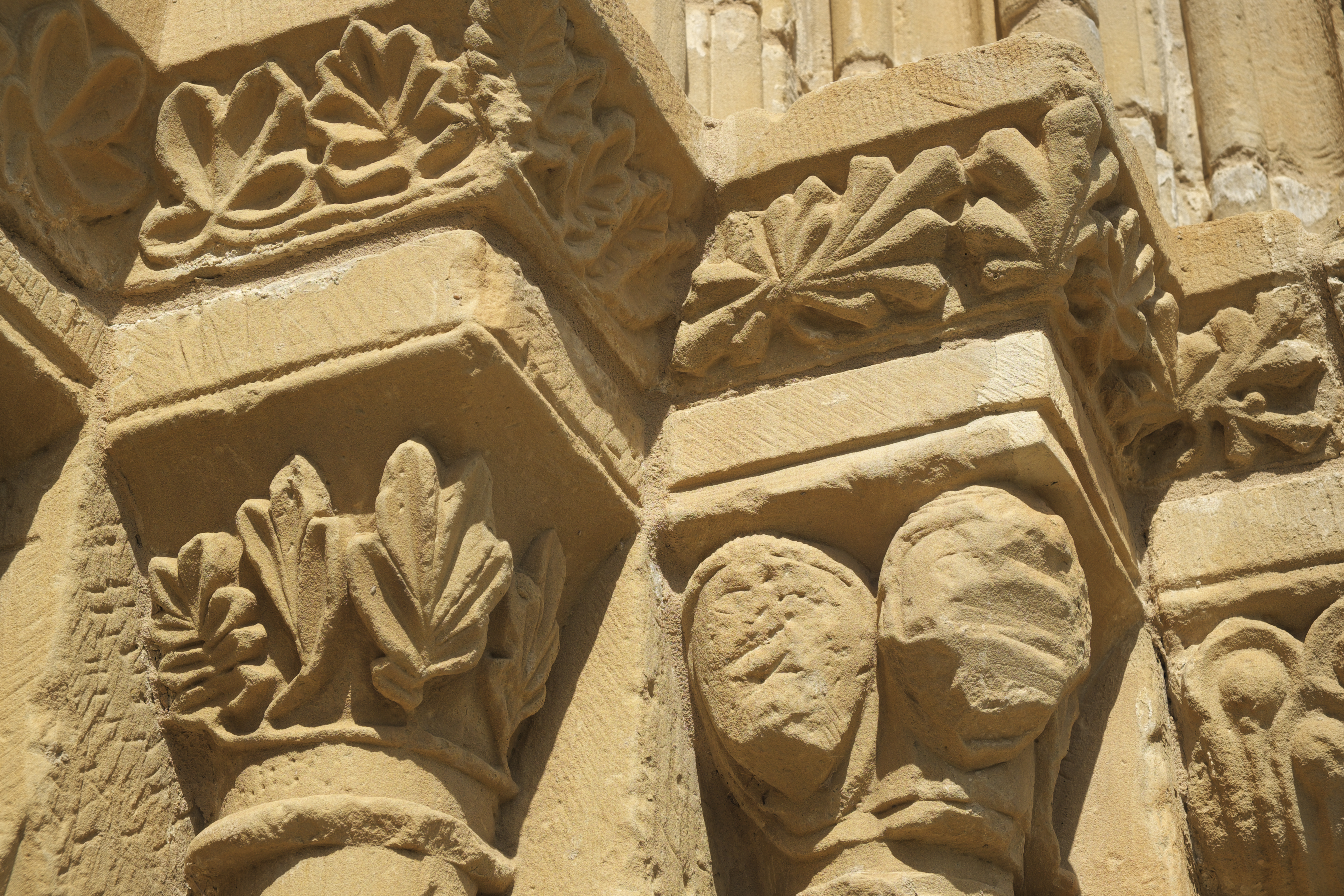
Detalle de los capiteles de la portada

Semiadosada al cuerpo de la nave, fue también construida en la misma época que esta, hacia el siglo XIV. Presenta una espadaña con campana.

### Pila bautismal
Junto con el retablo del siglo XVIII y la virgen titular de Sorejana, la pila bautismal que originalmente se alojaba en este templo fue trasladada en 2002 a la iglesia de San Miguel en Cuzcurrita, donde actualmente se puede apreciar en el presbiterio. En total, mide unos 79 cm: 25 cm de altura del pie más 54 cm de altura de la taza. El diámetro del brocal es de 129 cm. La basa de la pila cuenta con cuatro garras en cada esquina y un pie cilíndrico muy corto. La taza se encuentra moldeada por gallones muy gruesos, tanto en el interior como en el exterior. Además, presenta una cenefa ornamental en la que se distinguen vástagos serpenteantes, cuyas puntas acaban en hojas lobuladas.

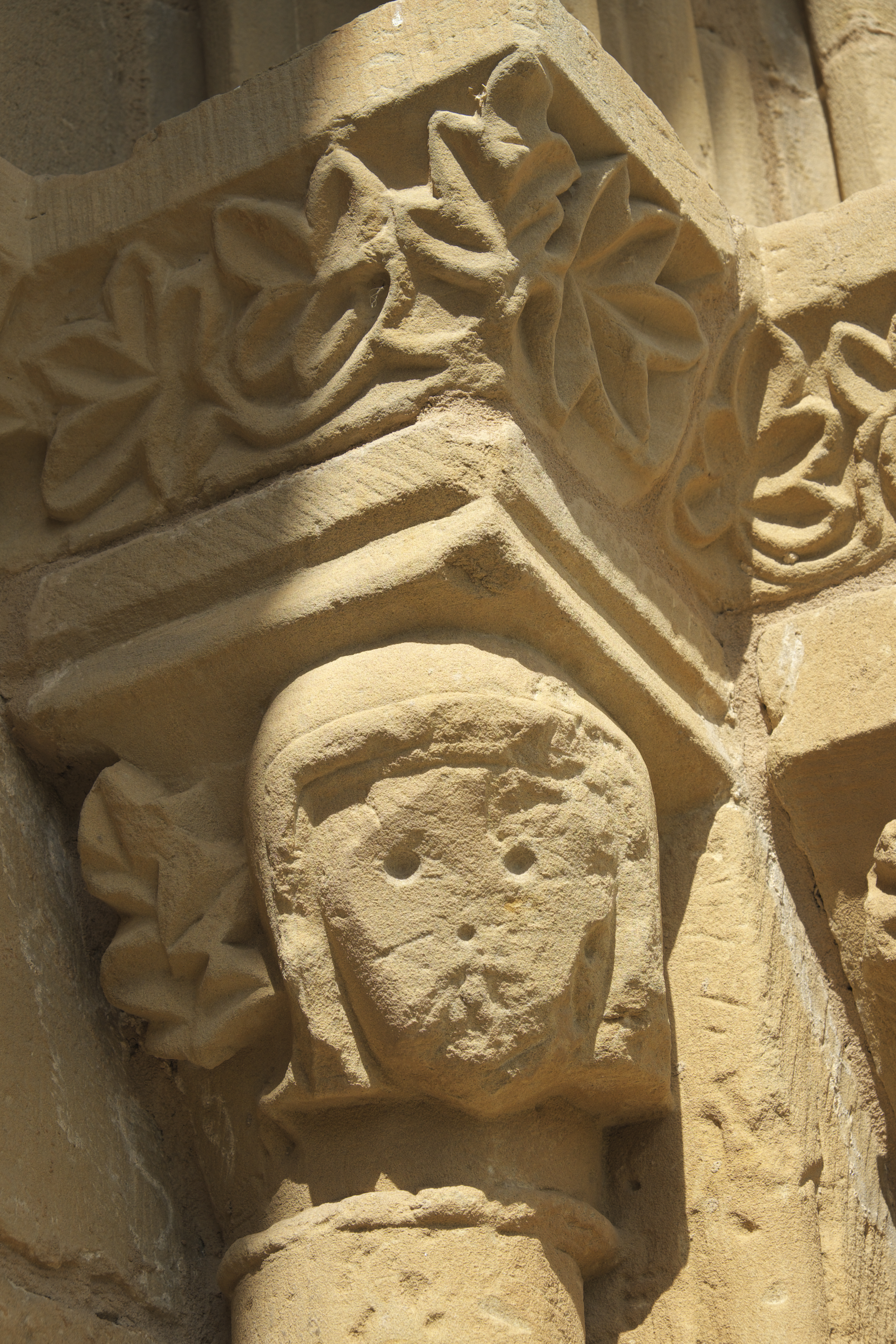
Detalle de un rostro humano en uno de los capiteles

La pila responde a un estilo que comparte con otras de las iglesias de pueblos cercanos, por lo que existe la teoría de que todas ellas sean obra de una misma escuela de escultura. Siguiendo esta hipótesis, la pila podría ser del siglo XII, aunque también podría tratarse de una copia posterior del siglo XIII.

### Localización
La ermita se encuentra a medio camino entre Cuzcurrita y Ochánduri, en el paseo que discurre por la margen izquierda del río Tirón. Se encuentra a 2 kilómetros de Cuzcurrita, varias decenas de metros más allá de la presa del mismo pueblo. Si se parte desde el casco antiguo, se pueden seguir fácilmente las señalizaciones para dar con el edificio.

## Romerías
Cada año, los habitantes de Cuzcurrita celebran dos romerías a la ermita, simbolizando las buenas cosechas. El ocho de septiembre, la virgen de Sorejana es trasladada de la ermita a la iglesia de San Miguel en Cuzcurrita, donde permanecerá hasta la próxima primavera. Una vez llegada esta estación, el fin de semana anterior a la celebración de la Pascua de Pentecostés, se le celebrará otra romería para devolver la virgen a su edificio original, hasta septiembre.